# Erőss Lajos (püspök)
Erőss Lajos (Darvas, 1857. március 2. – Debrecen, 1911. március 25.) debreceni tanár, református lelkész, a Tiszántúli református egyházkerület püspöke 1908-tól haláláig.

## Élete
1857. március 2-án Bihar vármegye Darvas községében született, az Erőss család lengyelfalvi ágának leszármazottjaként. Bár a család gazdag volt, egyszerűen éltek.
A falusi iskolát kijárva, bekerült a nem messze eső debreceni kollégiumba. Itt tanult azután 12 esztendeig. A gimnázium végeztével az érettségi vizsgát 1876-ban tette le kitűnő eredménnyel. Innen teológiára ment, ahol a hittanszaki önképzőtársulatnak addig kőnyomatú közlönyét, mint szerkesztő, a nyomdában kezdette nyomatni és széles körben elterjesztette. A magyar irodalmi önképzőtársulat 40 éves jubileuma alkalmából megírta annak történetét, melyet aztán a társulat kinyomatott. Így nagy várakozást keltett fel maga iránt. Valóban nagyreményű ifjú volt, mikor teológiai tanulmányait 1880-ban befejezte. Ezek után figyelme külföldre irányult, ahová az 1882 őszén ki is ment, hogy tudományát szélesítse. Előbb a bázeli, majd a berlini egyetemet kereste föl és ott hallgatta a kitűnő tanárokat. Tudományban gazdagodva jött haza külföldről 1883-ban.
Ugyanabban az évben Földesen, Bihar megyében lett segédlelkész. Csak 8 hónapot töltött itt, de azalatt elfeledhetetlenül megkedveltette magát a hívekkel. Innen Dévaványára, az odavaló beteg lelkész mellé ment helyettes lelkésznek. De ott még meg sem melegedett a helye, amikor 1884 tavaszán a kémeri egyház rendes papjává választotta meg. A kémeri lelkészi állást 1884 júniusában foglalta el. Eközben megüresedett a földesi papság s a hívek ritka egyértelműséggel és nagy szeretettel hívták meg lelkészüknek. Így 1886-ban visszament oda, ahol papi pályáját megkezdette. Itt töltött 7 esztendőt, mely alatt nagy arányú működésével nemcsak híveinek tiszteletét és szeretetét fokozta folyvást maga iránt, hanem szélesebb körben is mindenfelé elismerést keltett.
1893-ban választotta őt lelkészévé a püspökladányi eklézsia, ezért odaköltözött. 1897. január 1-én megjelentette a saját maga szerkesztett és kiadott Püspökladány hírlapot.
Az 1901. évben a tiszántúli egyházkerület választotta meg tanácsbírájává, majd 1908-ban ez az egyházkerület Kiss Áron elhunytával a püspöki székbe ültette. Ugyanekkor a debreceni egyház is egyhangúlag választotta meg lelkipásztorává. 1909-ben részt vett a genfi Kálvin-ünnepségen, ahol a Genfi Egyetem díszdoktorává avatta.
Sikeres püspöki látogatásai mellett egyéb nagy terveket is forgatott elméjében. Megkezdette a kormánnyal a tárgyalásokat a debreceni főiskolának egyetemmé, a legfőbb iskolává fejlesztése ügyében.
Váratlanul gyors betegség támadta meg. Operációt végeztek rajta, de hasztalan. A kövér, hatalmas testű ember, aki életében sohasem volt beteg, alig egy hét leforgása múlva, 1911. március 25-én hunyt el. Betegsége kezdetekor, március 18-án, szinte megérezte halálát s néhány sorban papírra vetette végrendeletét.

## Művei
- Rövid és általános áttekintés a debreczeni ref. főiskolában levő „magyar irodalmi önképző társulat” múltja felett, Debrecen, 1880
- Apologétika, Hegedüs és Sándor Könyvkiadóhivatala, Debrecen, 1905
- Református Hittudomány (Dogmatika), Debrecen, 1911

## Emlékezete
1913-ban utcát neveztek el róla Debrecenben és Püspökladányon. A püspökladányi református iskola az Erőss Lajos Református Általános és Alapfokú Művészeti Iskola nevet viseli.